# Wasserfall
Wasserfall är en radiostyrd luftvärnsrobot utvecklad under andra världskriget i Tyskland. Utvecklingen påbörjades vid Peenemünde år 1941 men roboten blev inte klar att användas innan krigsslutet. Efter att tyskarna lämnat Peenemünde fick amerikaner och ryssar tillgång till tekniken och kom att återanvända den i egna liknande lösningar vid namn Hermes-A1 respektive R-101.